# Royaume suève
Pour les articles homonymes, voir Royaumes barbares.
409–585
Entités précédentes :
- Empire romain d'Occident

Entités suivantes :
- Royaume wisigoth

Le royaume suève, également appelé royaume de Galice (Gallaecia ou Galliciense Regnum en latin), est un royaume germano-romain qui exista dans le nord-ouest de la péninsule Ibérique entre 411 et 585. Il fut l’un des premiers royaumes barbares à se détacher de l’Empire romain. Fondé par les Suèves, un peuple d’origine germanique qui avait envahi la péninsule Ibérique en 409 avec les Vandales et les Alains, le royaume occupa initialement les régions côtières des provinces romaines de Galice et du nord de la Lusitanie, et établit sa capitale à Bracara Augusta (Braga). Il conserva son indépendance jusqu’en 585, date à laquelle il fut annexé par les Wisigoths et transformé en sixième province du royaume wisigoth.
Au cours du Ve siècle, le royaume mena plusieurs campagnes militaires victorieuses dans la péninsule. En 419, le roi Herméric contrôlait toute la province de Galice. Sous le règne de Rechila, les Suèves conquirent plusieurs grandes cités romaines, notamment Emerita Augusta (Mérida) en 439, capitale de la Lusitanie, Myrtilis (Mértola) en 440, et Hispalis (Séville), capitale de la Bétique, en 441. Toutefois, en 456, les Suèves furent vaincus par une armée de fédérés envoyée par l’empereur Avitus (r. 455–456). L’exécution du roi Rechiaire provoqua une crise de succession et une guerre civile entre deux factions rivales. En 460, Remismond parvint à réunifier le royaume et se fit proclamer roi, s’emparant notamment des cités de Conimbriga (468) et de Lisbonne (469). Il n’existe pratiquement aucune source documentaire sur l’histoire du royaume entre 470 et 550, période qualifiée par les historiens de « temps obscurs ».
Dans la seconde moitié du VIe siècle, plusieurs conciles catholiques furent convoqués dans le royaume, marquant la conversion de la cour suève de l’arianisme au catholicisme et affirmant le rôle croissant de l’Église dans l’administration du territoire. L’archevêque de Braga, Martin de Braga, présida plusieurs de ces conciles et encouragea une véritable renaissance politique et culturelle. Au cours des années 570, le royaume voisin des Wisigoths, qui dominait déjà l’essentiel de la péninsule, engagea des campagnes vers le nord, franchissant les frontières de la Galice en 576. En 583, le roi suève Ariamir fut battu à Séville et contraint de signer un traité de fidélité envers les Wisigoths. En 585, le roi wisigoth Léovigild lança une offensive contre le royaume suève, l’annexa et l’intégra à son royaume.

## Origines
Peu de choses sont connues des Suèves qui franchissent le Rhin le 31 décembre 406, pour envahir l'Empire romain. Ce peuple est souvent associé aux Quades, mentionnés dans les écrits anciens comme vivant au nord du Danube médian. Ils peuplent l'actuelle Slovaquie occidentale et la Basse-Autriche et sont régulièrement impliqués dans les guerres entre les peuples germaniques et les Romains au IIe siècle, en particulier lors des guerres marcomanes. Cette identification des Suèves aux Quades vient des écrits de Saint-Jérôme, notamment sa lettre à Ageruchia, dans laquelle il liste les envahisseurs de la Gaule mais omet les Suèves alors qu'il cite les Quades. Toutefois, ce seul argument ne suffit pas pour établir une certitude, d'autant que d'autres auteurs, comme Paul Orose, citent bien les deux peuples. Des chroniqueurs plus tardifs lient plutôt les Suèves avec les Alamans, tandis que Laterculus Veronensis évoque les Suèves avec les Quades, les Alamans et les Marcomans comme autant de tribus germaniques.
Pour des historiens, les mentions parfois parcellaires des Suèves expriment surtout leur apparition plutôt récente dans l'histoire des peuples germaniques. Les Suèves seraient alors issus de groupes plus anciens, dont possiblement des Quades et des Marcomans, qui migrent jusque dans la péninsule Ibérique. Jordanès écrit d'ailleurs que des Suèves demeurent sur les bords du Danube jusqu'au VIe siècle. 
Si les raisons exactes des migrations connues sous le nom d'Invasions barbares sont imparfaitement connues, l'essor des Huns et la pression qu'ils font subir aux peuples de l'Eurasie contribuent à expliquer ces mouvements de population. Quoi qu'il en soit, les peuples germaniques qui fanchissent le Rhin déstabilisent grandement un Empire romain d'Occident alors déjà fragilisé par des invasions récurrentes et des guerres civiles. Ainsi, l'Italie est aux prises avec l'invasion des Goths de Radagaise. Les Germanis en profitent pour envahir la Gaule sans rencontrer de réelles résistances, notamment en Germanie inférieure ou dans les provinces de Belgique première et de Belgique seconde. L'usurpateur Constantin III tente alors de confiner les envahisseurs, dont les Suèves, au nord de la Gaule mais, dès 409, Gerontius se révolte en Hispanie et couronne comme empereur Maxime. Constantin doit alors concentrer ses efforts en Hispanie et il laisse la Gaule aux mains des envahisseurs. En outre, Gerontius tente de rallier ces derniers à sa cause et les fait venir en Hispanie. 

## Description

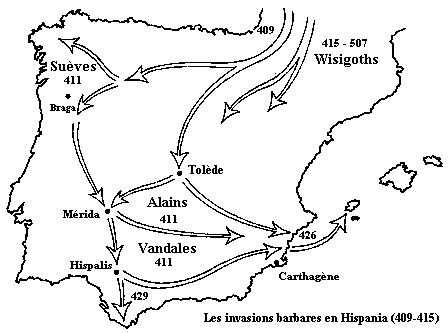
Trajet des Alains, Suèves et Vandales de 409 à 415 dans la péninsule Ibérique, puis des Wisigoths qui les en chassent progressivement. Le royaume suève subsiste le dernier, et temporairement, à leur arrivée.

La guerre civile entre les deux prétendants impériaux laisse les cols des Pyrénées libres d'accès. Dès lors, le sud de la Gaule et le nord de l'Ibérie sont ouverts aux invasions. Hydace de Chaves rapporte que les Vandales, les Alains et les Suèves franchissent les Pyrénées le 28 septembre ou le 12 octobre 409. Pour certains historiens, ces deux dates sont les bornes entre lesquelles intervient le franchissement. Dès lors, l'Hispanie devient la scène de pillages et de rapts, y compris par des troupes romaines, à tel point que la famine s'abat sur la région et pousse certains au cannibalisme selon Hydace. En 411, une trêve intervient et l'Hispanie est divisée en plusieurs régions. Pour plusieurs historiens, ces régions sont confiées par les Romains à différents peuples barbares. Les Suèves auraient alors signé un traité avec Maxime mais aucune trace n'en subsiste. Dans l'intervalle, les Wisigoths ont également participé à l'invasion et quatre groupes barbares se partagent alors l'Hispanie et le sud de la Gaule : les Suèves en Galice, les Alains en Carthaginoise et en Lusitanie, les Vandales dits Sillings en Bétique et les Vandales dits Hasdings en Galice avec les Suèves.
La Galice est donc partagée entre les Suèves et une partie des Vandales. Les premiers s'installent à l'ouest de la province, le long de la côte atlantique, probablement dans les terres entre Porto au sud et Pontevedra au nord. Braga devient alors leur capitale et leur domaine finit par s'étendre jusqu'à Astorga ainsi que dans la région de Lugo et dans la vallée du Minho, probablement après 438. Les relations avec les Galiciens sont souvent décrites comme difficiles mais Hydace ne rapporte aucun conflit significatif entre 411 et 430. Quant à Paul Orose, il dit que les Suèves rangent leurs épées une fois la région obtenue. 
Les Suèves parlent une langue germanique et sont liés, semble-t-il, à la branche des Germains de l'Elbe, un groupe de dialectes anciens parlés par les Hermions, venus en Germanie depuis l'est et originaires de la mer Baltique. Ces dialectes, probablement issus du sud de l'Elbe et parlés jusqu'au Danube, utilisent notamment la mutation consonantique du haut allemand qui définit en partie l'allemand moderne, voire l'allemand supérieur. Grâce à l'analyse de la toponymie, il est possible d'identifier qu'un autre groupe linguistique germanique est présent avec les Suèves en Ibérie. Il s'agit des Buri, apparemment établis entre les fleuves Cavado et Homem et dont la région est appelée Terras de Bouro (Terres des Buri) puis Burio jusqu'au Haut Moyen-Âge. 

### Sous le roi Herméric
En 416, les Wisigoths accentuent leur pression sur l'Ibérie. Ils y sont envoyés par l'empereur d'Occident pour combattre les peuples barbares installés depuis 409. Ainsi, en 418, le roi Wallia dévaste les terres des Vandales Sillings et des Alains, avant de repartir vers l'Aquitaine. Peu après, un conflit éclate entre les Vandales de Gundéric et les Suèves d'Herméric. Les deux armées s'affrontent à la bataille des Monts Nervasos, avant qu'une armée romaine dirigée par Asterius ne contraigne les Vandales à se replier sur l'Andalousie, laissant les Suèves dominer la Galicie. 
En 429, les Vandales s'apprêtent à envahir l'Afrique romaine et les Suèves visent désormais la Lusitanie. Un raid y est lancé par un certain Hérémigarius mais il s'oppose au vandale Genséric. Contraint au repli, Hérémigarius se noie dans la Guadiana. C'est alors la première fois que les Suèves s'aventurent hors de Galicie, profitant peut-être du départ progressif des Vandales pour l'Afrique. En 430, Herméric brise la trêve avec la population hispano-romaine en mettant à sac la Galicie centrale. Toutefois, il doit affronter les Galiciens, redevenus indépendants de fait et une paix est conclue avec un échange de prisonniers. Les hostilités éclatent à nouveau en 431 et 433. Cette dernière année, Herméric envoie l'évêque Symphosius comme ambassadeur auprès des Galiciens mais la paix ne s'installe durablement qu'en 438. 
Les Suèves, ariens faiblement christianisés, finissent au VIe siècle par entrer dans une longue période de tensions et de conflits avec les Wisigoths et se convertissent au christianisme nicéen vers 550. Leur roi Cararic, ayant adopté la foi nicéenne, tente même un rapprochement avec les Francs, nicéens, contre les Goths, ariens, mais cela ne donne aucun résultat notable et le roi wisigoth Léovigild, rêvant l'unification de l'Hispanie sous domination ariano-wisigothique commence bientôt la conquête du royaume suève en état de décomposition (à partir de 575) ; une importante minorité de Suèves, opposés aux nicéens notamment, refusent de servir le roi nicéen Miro. Au bout de dix années de lutte acharnées, le roi wisigoth Léovigild envahit leur royaume en 584, défait le dernier roi suève Andeca, et annexe la Galice dans son royaume wisigoth.

### Sous le roi Rechila
En 438, Herméric tombe malade. Après avoir annexé l'entièreté de la Galice, il fait la paix avec la population autochtone et laisse le pouvoir à son fils, Rechila. Celui-ci décide de poursuivre l'expansionnisme suève dans la péninsule. Il fait campagne en Bétique et bat le général romain Andevotus sur les rives du Genil, s'emparant d'un large butin. En 439, il evahit la Lusitanie et prend Mérida, qui devient pour un temps sa nouvelle capitale. En 440, il assiège Mertola, poussant à capitulation le comte romain Censoris puis, en 441, il prend Séville. Les Suèves contrôlent alors la Bétique et la Carthaginoise, même si cette mainmise est remise en question, certains historiens estimant surtout que les Suèves pillent ces régions sans vraiment les dominer. 
En 446, les Romains envoient le maître des milices Vitus pour reprendre ces provinces, avec l'aide des Goths. Rechila marche à leur rencontre et bat les Goths. Vitus est alors rappelé et aucune autre tentative n'est faite par les Romains pour reprendre l'Hispanie. En 448, Rechila meurt et le pouvoir passe à son fils, Rechiaire.

### Sous le roi Rechiaire

Carte des conquêtes éphémères de Rechiaire.

Rechiaire présente la particularité d'être Chrétien, à la différence de son père, païen. Par ailleurs, il est aussi le premier à faire battre des monnaies à son nom, affirmant ainsi l'indépendance du royaume suève dans un monde romain déliquescent. Rechiaire tente de poursuivre les conquêtes militaires et l'affirmation politique des Suèves. Il se marie à la fille du roi Théodoric Ier en 448, renforçant les liens avec les Wisigoths. Il mène aussi plusieurs campagnes contre les Vascons, notamment les cités de Saragosse et de Lleida, dans la Tarraconaise. Il s'allie alors parfois aux hispano-romains (les bagaudes), en révolte contre les Vascons. À Lleida, Rechiaire fait un grand nombre de prisonniers qu'il soumet à l'esclavage. Rome envoie ensuite un ambassadeur aux Suèves pour tenter de juguler l'expansion des Suèves mais, en 455, ils pillent à nouveau la Carthaginoise, alors encore tenue par l'Empire romain, au moins provisoirement. L'empereur Avitus envoie une nouvelle ambassade, en lien avec les Wisigoths, pour rétablir la paix mais Rechiaire répond par deux nouvelles campagnes en Tarraconaise, en 455 et 456, faisant là encore des prisonniers.
Face à ces attaques répétées, Avitus finit par s'opposer frontalement à Rechiaire. En 456, il envoie le roi wisigoth Théodoric II contre eux. Le souverain goth rassemble une large armée, qui inclut également les rois des Burgondes Gondioc et Chilpéric. Les Suèves mobilisent aussi une force importante et les deux armées se rencontrent le 5 octobre, sur la rivière Órbigo, près d'Astorga. C'est la pression des Goths de Théodoric II qui finit par mettre en déroute les Suèves, qui souffrent de lourdes pertes, même si un grand nombre parvient à fuir. Le roi Rechiaire lui-même est blessé et poursuivi, alors que les Wisigoths mettent à sac Braga le 28 octobre. Finalement, Rechiaire est capturé à Porto et exécuté en décembre. La guerre se poursuit jusqu'en avril 459, quand Théodoric rentre en Gaule, du fait du retournement du nouvel empereur, Majorien et de son maître des milices Ricimer, aux ascendances suèves et possiblement un parent de Rechiaire. Toutefois, une partie de son armée reste en Hispanie et mettent à sac Astorga ou Palencia.

### Une instabilité des monarques
Avec la disparition de Rechiaire, c'est aussi la lignée royale d'Herméric qui s'efface. En 456, c'est un dénommé Agiulf, méconnu, qui prend la tête des Suèves. Selon Hydace, il s'agirait d'un déserteur wisigoth, tandis que l'historien Jordanès en fait un Warne, nommé gouverneur par Théodoric. Toutefois, il prend rapidement le titre de roi. Dans tous les cas, il meurt à Porto dès janvier 457. Le seul résultat de son court règne est de relâcher quelque peu la pression sur les Suèves, alors que les Wisigoths se confrontent directement aux Romains. Toujours en 456, Hydace indique que les Suèves auraient nommé Maldras comme roi, ce qui suggérerait une forme de processus électif. Ce Maldras, qui aurait fait assassiner Agiulf, est toutefois concurrencé par un autre roi, nommé Framta, qui règne plutôt au nord du royaume et meurt dès 457.
En 458, une nouvelle armée wisigothique pénètre en Hispanie et s'empare de la Bétique, au détriment des Suèves, avant de rester dans la région pendant plusieurs années. En 460, Maldras est assassiné à son tour. Son règne, contesté au nord du royaume, est l'occasion de nombreux raids et d'entreprises de pillages, en particulier en Lusitanie. En outre, en 459-460, les Suèves du nord choisissent un autre roi, Réchimond, qui s'en prend au sud de la Galice. Il prend notamment la ville de Lugo, alors toujours aux mains des Romains. En réaction, les Wisigoths envoient une armée mais leur entreprise est dévoilée aux Suèves par des locaux. Cela permet à Réchimond de conserver de Lugo et de s'en servir comme capitale.
Plus tard la même année, Frumaire, roi du sud de la Galice, dévaste la ville de Chaves avec la complicité des Romains, capturant l’évêque et Hydace lui-même, qu’il détient prisonnier durant trois mois. La mort de Frumaire, en 464, met fin à une période de dissensions internes parmi les Suèves et de conflits permanents avec la population locale.
En 464, Rémismond, un émissaire ayant plusieurs fois voyagé entre la Galice et la Gaule, devient roi. Il parvient à unifier les différentes factions suèves sous son autorité et à rétablir la paix. Il est également reconnu, voire approuvé, par Théodoric II, qui lui offre des armes et une épouse. Sous son règne, les Suèves reprennent leurs incursions en Lusitanie et dans le Conventus Asturicensis, tout en menant des combats contre diverses tribus galiciennes comme les Aunonenses, qui refusent de se soumettre à Remismond. En 468, ils détruisent partiellement les murailles de Conimbriga, en Lusitanie, et pillent la ville, pratiquement abandonnée après la déportation de ses habitants vers le nord pour y être réduits en esclavage,. L’année suivante, ils s’emparent également de Lisbonne, livrée par le gouverneur romain Lusidius, qui devient plus tard ambassadeur des Suèves auprès de l’empereur romain.

### Période obscure (470-550)
On sait peu de choses sur la période comprise entre 470 et 550, en dehors du témoignage d'Isidore de Séville qui, au VIIe siècle, mentionne que plusieurs monarques règnent durant cet intervalle, tous professant l’arianisme. Un document médiéval peu fiable, intitulé Division de Vamba (Divisio Wambae), fait état d’un roi inconnu nommé Théodemond. D’autres chroniques, postérieures et également peu dignes de foi, mentionnent plusieurs rois portant les noms de Herménéric II, Ricilien et Rechiaire II.
Une source plus fiable est une inscription trouvée au Portugal, qui enregistre la fondation d’une église par une religieuse en 535, sous le règne du roi Vérémond, désigné comme le « très serein roi Vérémond », bien qu’il soit également possible que cette inscription fasse référence au roi Bermude II de León. Dans une lettre adressée par le pape Vigile à l’évêque Profuturo de Braga, datée d’environ 540, il est rapporté que certains catholiques se sont convertis à l’arianisme et que des églises catholiques ont été détruites dans des circonstances inconnues.
Vers la fin du Ve siècle ou le début du VIe siècle, un groupe de Romano-Bretons s’installe dans le nord de la Galicie, fuyant l’invasion des Anglo-Saxons. Cette colonie devient connue sous le nom de Britonia. La plupart des informations disponibles sur cette communauté proviennent de sources ecclésiastiques. Les actes du deuxième concile de Braga de 572 mentionnent un diocèse sous le nom de Britonensis ecclesia (« Église bretonne ») et un siège épiscopal désigné sedes Britonarum (« Siège des Bretons »). Le document administratif connu sous le nom de Parochiale Suevorum précise que cette colonie possède ses propres églises ainsi que le monastère de Maximus, probablement identifié avec la basilique Saint-Martin de Mondoñedo. Mailoc, l’évêque représentant ces diocèses au deuxième concile de Braga, porte un nom d’origine brittonique.

### Renaissance culturelle (550–579)
Le 1er mai 561, le roi Ariamir, dans la troisième année de son règne, convoque le premier concile de Braga, où il est désigné dans les actes comme un « glorieux roi ». Premier concile catholique tenu dans le royaume, il est principalement consacré à la condamnation du priscillianisme et ne mentionne jamais explicitement l’arianisme. Il condamne une seule fois des clercs pour avoir décoré leurs vêtements de granos, un terme germanique désignant une tresse, une longue barbe, une moustache ou un nœud suève, pratique considérée comme païenne.
Le 1er janvier 569, le successeur d’Ariamir, Théodemir, convoque un concile à Lugo dédié à l’organisation administrative et ecclésiastique du royaume. À sa demande, le royaume de Galice est divisé en deux provinces ecclésiastiques, rattachées aux évêques métropolitains de Braga et de Lugo, comprenant treize sièges épiscopaux — certains nouvellement créés — pour lesquels de nouveaux évêques sont consacrés. Au nord, sous la juridiction de Lugo, se trouvent les sièges d’Iria Flavia, Britonia, Astorga, Orense et Tuy ; au sud, dépendant de Braga, ceux de Dume, Porto, Viseu, Lamego, Coimbra et Idanha-a-Velha. Chaque siège est divisé en territoires plus petits appelés ecclesiae (églises locales) et pagi (cantons). Le choix de Lugo comme siège métropolitain pour le nord s’explique par sa position centrale par rapport aux autres diocèses et par l’importante population suève qui y réside.
Selon Jean de Biclar, en 570, Miro (ou Mir) succède à Théodomir comme roi des Suèves. À son avènement, le royaume suève est à nouveau en conflit avec les Wisigoths, alors dirigés par le roi Léovigild, qui cherche à restaurer un royaume affaibli et gouverné par des étrangers depuis sa défaite face aux Francs à la bataille de Vouillé.
En 572, Mir convoque le deuxième concile de Braga, présidé par Martin de Braga, archevêque de Braga. Homme lettré, Martin est loué par Isidore de Séville, Venance Fortunat et Grégoire de Tours. Il introduit le catholicisme chez les Suèves et encourage un renouveau culturel et politique du royaume. La même année, Mir mène une expédition militaire contre les Runcètes, tandis que Léovigild mène avec succès plusieurs campagnes dans le sud de la péninsule Ibérique, reprenant Cordoue, Medina-Sidonia et attaquant la région de Málaga. À partir de 573, ses campagnes atteignent les frontières du royaume suève, s’emparant d’abord de Sabaria, puis des Araucones et de la Cantabrie. En 576, il franchit les frontières de la Gallaecia et entre dans le territoire suève. Mir envoie plusieurs ambassadeurs qui obtiennent une trêve temporaire.

### Déclin et annexion par les Wisigoths
En 579, le fils de Léovigild, le prince Herménégilde, se révolte contre son propre père et se proclama roi. Alors qu’il résidait à Séville, Herménégilde s’est converti au catholicisme sous l’influence de Léandre de Séville et de son épouse franque, la princesse Ingonde, en opposition manifeste à l’arianisme de son père. Ce n’est qu’en 582 que Léovigild réunit une armée pour attaquer son fils, prenant Mérida puis marchant en 583 sur Séville. Assiégée, la rébellion d’Herménégilde dépendit alors du soutien des Suèves et de l’Empire romain d’Orient, qui contrôlait depuis l’époque de Justinien Ier (r. 527–565) la majeure partie des côtes méridionales de l’Hispanie. La même année, le roi Mir descendit vers le sud avec son armée dans l’intention de briser le blocus. Cependant, alors qu’il est en campement, il est encerclé par Léovigild et contraint de signer un traité de fidélité au royaume wisigothique. Mir retourna en Galice, où il tombe malade et meurt quelques jours plus tard, apparemment à cause des « mauvaises eaux » d’Espagne selon Grégoire de Tours,. Bien que Jean de Biclar et Isidore de Séville rapportent une version différente des événements, le récit de Grégoire de Tours est généralement considéré comme le plus fiable. La révolte d’Herménégilde prend fin en 584, lorsque Léovigild soudoie les Byzantins avec 30 000 soldes pour qu’ils retirent leur appui à son fils.

Carte politique de la péninsule Ibérique vers 560, montrant la Galicie suève, l’Hispanie wisigothique et la province byzantine d’Espagne.

Après la mort de Mir, son fils Eboric fut couronné roi. Toutefois, avant son couronnement, il doit rendre hommage de loyauté et d’amitié à Léovigild. Moins d’un an plus tard, son beau-frère Andeca s’empare du pouvoir avec le soutien de l’armée, fit enfermer Éboric dans un monastère et l’ordonne prêtre pour l’empêcher de reconquérir le trône. Andeca épouse ensuite Siseguntia, la veuve du roi Mir, et se proclame roi. Cette usurpation, ainsi que la loyauté d’Éboric envers Léovigild, offrent à ce dernier un prétexte pour envahir le royaume voisin. En 585, Léovigild déclare la guerre aux Suèves et envahit la Galice. Durant cette campagne, les Francs dirigés par Gontran de Bourgogne attaquent la Septimanie, probablement pour venir en aide aux Suèves. Dans le même temps, plusieurs navires francs sont envoyés en Galice, mais interceptés par les forces de Léovigild, qui s’emparent de leur cargaison et massacrent ou réduisent en esclavage la plupart de leurs équipages. Après leur défaite, le royaume suève passe sous le contrôle des Wisigoths et est transformé en l’une des trois provinces administratives du royaume wisigothique, avec l’Hispanie et la Gaule narbonnaise.« Selon les mots de Jean de Biclar : « Le roi Léovigild dévaste la Galice et prive Andeca de l’ensemble du royaume ; la nation des Suèves, son trésor et sa patrie passent sous sa domination et sont transformés en province des Goths. » » Andeca est capturé, ordonné prêtre et exilé à Beja, au sud de la Lusitanie.
Après l’annexion, l’appareil administratif du royaume suève est d’abord conservé. De nombreux districts établis sous le règne de Théodemir sont maintenus. Vers le milieu du VIIe siècle, une réforme ecclésiastique transféra à la juridiction de Mérida les évêchés de Lamego, Viseu, Coimbra et Idanha-a-Velha, qui avaient été rattachés à la Galice au Ve siècle. Les petits propriétaires ruraux du royaume suève étaient essentiellement d’origine celtique, romaine ou suève, et non wisigothe. Au cours du siècle qui suit la conquête du royaume suève en 585, aucune migration significative de Wisigoths vers le nord-ouest de la péninsule Ibérique n’est attestée.
La dernière mention des Suèves en tant que peuple distinct figure dans un manuscrit espagnol du Xe siècle : « hanc arbor romani pruni vocant, spani nixum, uuandali et goti et suebi et celtiberi ceruleum dicunt » (« Cet arbre est appelé prunier par les Romains ; nixum par les Hispaniques ; les Vandales, les Suèves, les Goths et les Celtibères l’appellent ceruleum »). Toutefois, dans ce contexte, il est probable que le terme « Suèves » désigne simplement les habitants de la Galice.

## Religion

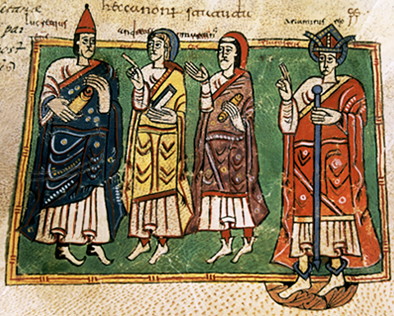
Le roi Mir avec les évêques Lucrèce, André et Martin lors du Premier concile de Braga. Chronique d'Albelda, bibliothèque de l’Escurial.

L’Église chrétienne était implantée dans le nord-ouest de la péninsule Ibérique depuis le IIIe siècle. Les Suèves, de religion arienne, adoptent une position de distance à l’égard de l’Église, ce qui permet à cette dernière de conserver une certaine autonomie, bien que non sans difficultés. Si toutes les activités ecclésiastiques ne sont pas interrompues, les pratiques païennes gagnent du terrain parmi la population autochtone, la discipline ecclésiastique se relâche, et le clergé se trouva souvent mal formé ou disqualifié. De son côté, l’Église n’intervenait pas dans les affaires politiques d’une monarchie essentiellement militaire. Il est probable que la majorité des Suèves soit restée païenne jusqu’à la fin du Ve siècle. En 466, un missionnaire arien nommé Ajax, envoyé par le roi wisigoth Théodoric II, convertit la majorité des Suèves et fonda une Église arienne qui domina la région jusqu’à la conversion au catholicisme dans les années 560.
À partir du milieu du VIe siècle, débuta un processus de conversion des Suèves au christianisme, accompagné d’un rapprochement entre les autorités religieuses et politiques. Cette conversion renforça non seulement la cohésion interne du royaume — entre conquérants suèves et population locale —, mais aussi les relations extérieures, en facilitant une plus grande proximité avec le Royaume franc et l’Empire byzantin, ce qui leur assura une plus grande autonomie vis-à-vis des Wisigoths. La politique de faveur envers l’Église, adoptée par les rois suèves à partir de cette époque, permit la convocation de plusieurs conciles, des investissements dans l’organisation interne de l’Église, ainsi que la fondation d’un grand nombre de monastères.

### Conversion au catholicisme

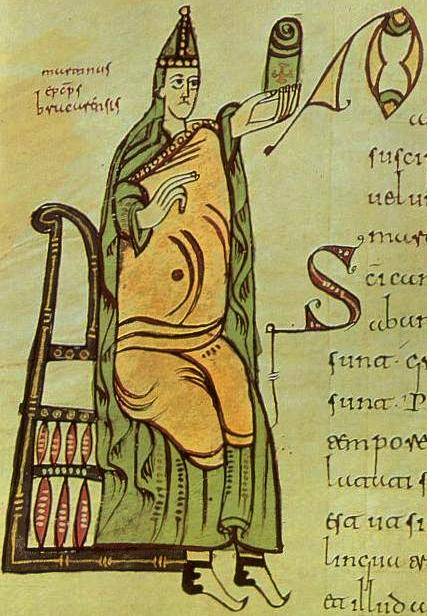
Image de Martin de Braga. Chronique d'Albelda, Bibliothèque de l'Escurial.

Les sources primaires présentent la conversion des Suèves au christianisme de manière assez divergente. Un des témoignages contemporains, les actes du Premier concile de Braga, tenu le 1er mai 561, précise que le synode est convoqué sur ordre du roi Ariamir. Bien qu’il ne fasse aucun doute qu’Ariamir soit catholique, l’affirmation selon laquelle il serait le premier roi suève catholique depuis Rechiar est discutée, car les actes ne mentionnent pas explicitement ce fait. Il reste toutefois le premier roi à convoquer un synode catholique. En revanche, l’Historia de regibus Gothorum, Vandalorum et Suevorum d’Isidore de Séville affirme que c’est Théodemir qui convertit son peuple avec l’aide du missionnaire Martin de Braga. Selon l’historien franc Grégoire de Tours, ce serait un roi nommé Cararic — figure absente de toute autre source — qui aurait juré de se convertir au catholicisme si son fils était guéri de la lèpre, après avoir entendu parler de Martin de Tours. Le fils ayant été miraculeusement guéri, la cour se serait convertie au Credo de Nicée. Comme cette légende coïncide avec l’arrivée de Martin de Dume vers 550, elle est souvent interprétée comme une allégorie de son œuvre pastorale et de sa dévotion à Martin de Tours.
Enfin, selon le chroniqueur wisigoth et catholique Jean de Biclar, la conversion des Suèves n’a lieu que bien plus tard, alors que leur royaume est déjà en cours d’intégration dans le royaume wisigothique, après la mort de Léovigild en 586. Ce serait son fils et successeur, Récadère Ier (r. 586–601), qui adopte le catholicisme, et la majorité du clergé arien est convertie dès l’année suivante. Pour marquer la conversion définitive des Wisigoths à la foi catholique, il convoque le Troisième concile de Tolède en 589.

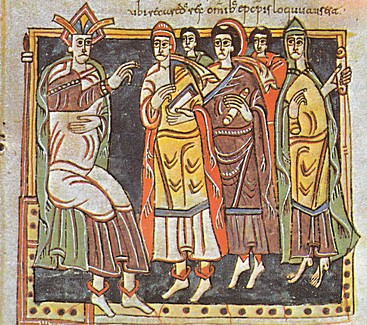
Récarède et plusieurs évêques lors du Troisième concile de Tolède, en 589. Chronique d'Albelda, fol. 145, Bibliothèque de l’Escurial.

La plupart des historiens tentent de concilier ces récits divergents. Il a été proposé que Carriaric et Théodemir soient des successeurs d’Ariamir, ce dernier ayant été le premier roi suève à lever l’interdiction des synodes catholiques ; la chronologie proposée par Isidore serait donc erronée,. Reinhart suggère que Carriaric fut d’abord converti par les reliques de Martin de Tours, tandis que Théodemir aurait été converti plus tard grâce à la prédication de Martin de Dume. Dahn propose que Carriaric et Théodemir soient en fait la même personne, ce dernier étant le nom pris après le baptême. D’autres avancent que Théodemir et Ariamir sont une seule et même personne, fils de Carriaric. Certains historiens pensent enfin que Carriaric n’a jamais existé, et serait une erreur de Grégoire de Tours. Si, comme le rapporte Grégoire, Martin de Dume meurt en 580 après environ trente ans d’épiscopat, alors la conversion de Carriaric aurait eu lieu au plus tard en 550. Ferreiro, pour sa part, soutient que la conversion des Suèves au catholicisme est progressive, et que l’interdiction des synodes catholiques n’est levée qu’après la conversion publique de Carriaric, sous le règne de son successeur, probablement Ariamir. Il soutient aussi que Théodemir n’a jamais initié de persécution contre les hérétiques ariens durant son règne.
Après la conquête du royaume suève, Léovigild rétablit l’Église arienne parmi les Suèves. Toutefois, après sa mort en 586, son fils Récarède favorise ouvertement la conversion massive des Suèves au catholicisme. Celle-ci est contestée par un groupe de conspirateurs ariens, dirigé par un certain Sega, qui est exilé en Galice après avoir eu les mains tranchées. La conversion culmine avec le Troisième concile de Tolède, auquel participent 72 évêques d’Hispanie, de Gaule et de Galice. Huit d’entre eux abjurent l’arianisme, parmi lesquels quatre évêques suèves : Becila de Lugo, Gardingus de Tui, Argiovite de Porto et Sunila de Viseu. Récarède lui-même mentionne cette conversion : « Parmi les privilèges que nous avons reçus, il n’y a pas seulement la conversion des Goths, mais aussi la multitude infinie des Suèves, que, par la grâce divine, nous avons soumis à notre royaume. Bien qu’ils aient été amenés à l’hérésie par une influence extérieure, c’est par notre action qu’ils sont revenus à la vérité originelle. » Dans une lettre du du pape Grégoire Ier, Récarède est désigné comme « Roi des Wisigoths et des Suèves ».

## Sources et controverses
En raison de leur isolement relatif, les sources sur les Suèves sont rares. Les périodes de leur histoire les mieux connues, à travers des sources multiples et relativement détaillées, correspondent aux moments où les Suèves représentent une menace pour Rome, notamment lors de l’expansion de Rechila ou du règne de Miro, dans le dernier tiers du VIe siècle, lorsqu’ils sont alliés à d’autres royaumes catholiques comme les Francs et les Byzantins dans leur soutien à Herménégilde contre le roi wisigoth Léovigild.

### Hydace de Chaves
La principale source pour l’histoire des Suèves au Ve siècle est la chronique rédigée en 470 par l’évêque Hydace de Chaves, continuation de la chronique de saint-Jérôme. Hydace naît vers l’an 400 dans la ville de Chaves, dans la région des Limiques, au bord du Lima. Il assiste à l’arrivée des Suèves dans la péninsule Ibérique en 409 et à la transformation de la Galice de province romaine en royaume barbare indépendant. Bien qu’il vive la plupart du temps reclus dans des communautés romaines isolées, menacées par les Suèves et les Vandales, il voyage à plusieurs reprises hors d’Hispanie, comme ambassadeur ou pour parfaire ses connaissances, et entretient une correspondance avec d’autres évêques. En 460, il est capturé par le chef de guerre suève Frumaire, après avoir été accusé de trahison par plusieurs habitants. Il est emprisonné pendant trois mois, tandis que les Suèves pillent la région de Chaves, mais finit par être relâché indemne.
La chronique d’Hydace, bien qu’ambitionnant une portée universelle, devient progressivement un récit local. Elle suit l’établissement des Barbares, relate les conflits entre différentes nations, les affrontements fréquents entre les Suèves et les Galiciens peu romanisés, le déclin du pouvoir romain en Hispanie, l’expansion des Suèves vers le sud et l’est, leur défaite face aux Wisigoths, la reconstruction du royaume sous Rémismond et leur conversion à l’arianisme. Bien qu’il soit considéré comme un historien important, son récit est parfois obscur et teinté d’un regard extérieur : il voit les Suèves comme des pillards sans loi. Il ne propose souvent aucune explication aux choix ou mouvements des Suèves, se contentant d’en décrire les actions sans en exposer les objectifs.

### Orose

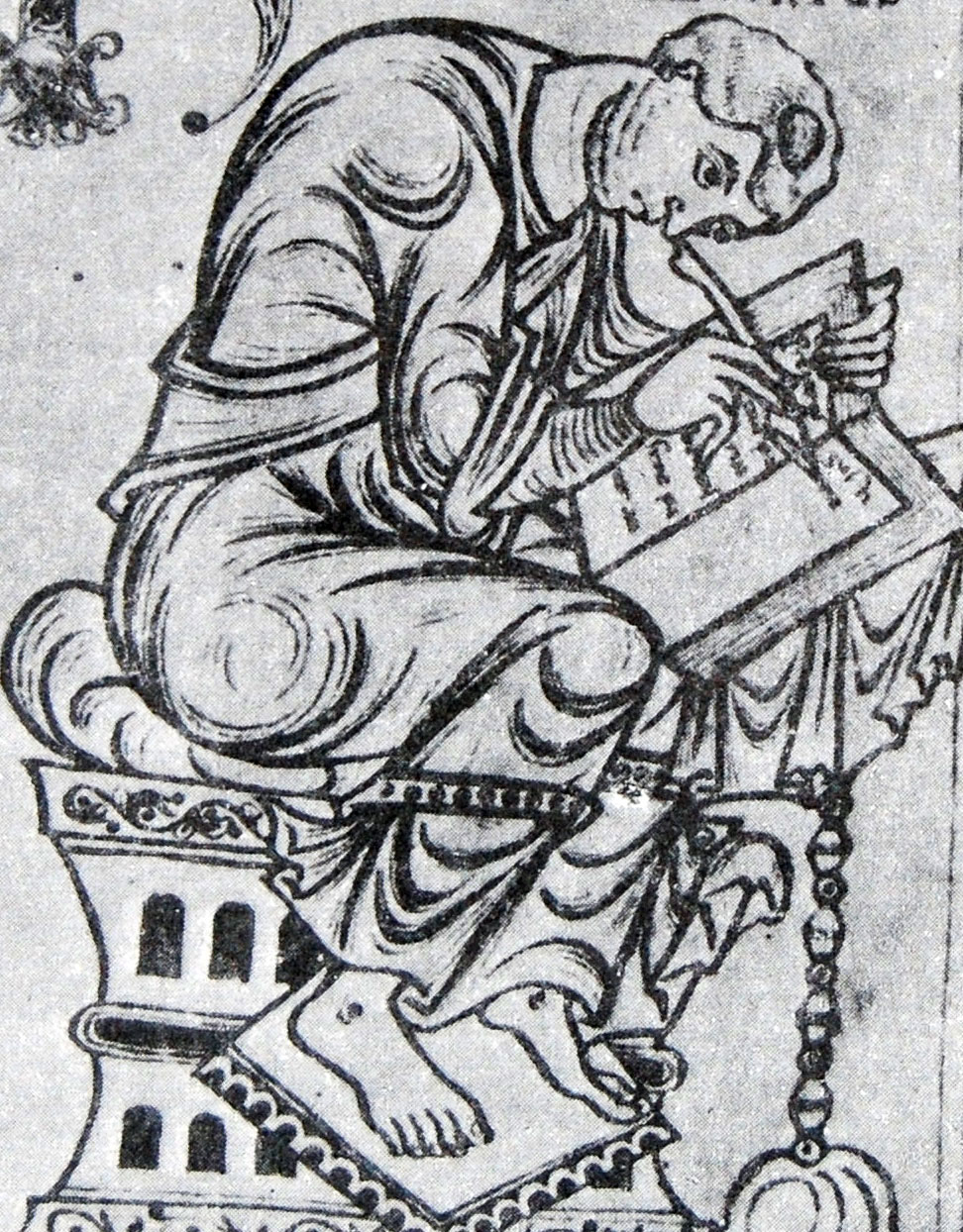
Orose, vivant en Galice lors de l’arrivée des Suèves, est un des premiers auteurs à décrire la naissance du royaume suève. Miniature médiévale du codex de Saint-Epure.

Une autre source essentielle sur l’établissement des Suèves est le Livre VII des Histoires contre les païens de l’historien Paul Orose. Contrairement à Hydace, Orose livre un récit bien moins catastrophique de la conquête opérée par les Suèves et les Vandales. Dans sa version, après une entrée violente en Hispanie, ces peuples sont décrits comme paisibles, vivant de l’agriculture ou en tant que gardiens, rejoints par les populations locales fuyant les impôts et les contraintes romaines. Toutefois, comme l’ont souligné plusieurs chercheurs, ce portrait est influencé par son objectif apologétique : défendre le christianisme contre les accusations de responsabilité dans la chute de l’Empire romain d’Occident.

### Grégoire de Tours et Martin de Dume
Le conflit entre Vandales et Suèves est également relaté par Grégoire de Tours qui, au VIe siècle, décrit le siège, la mort mystérieuse de Gonderic, la résolution du conflit par un duel, puis le repli forcé des Vandales vers la Galice Du côté vandale, la tradition diffère : selon Procope de Césarée, leur roi Gonderic aurait été capturé et empalé par des Germains en Hispanie.
La fin de la chronique d’Hydace en 469 marque le début d’une période obscure et quasiment dépourvue de sources concernant l’histoire des Suèves, laquelle ne redevient documentée qu’au milieu du VIe siècle. À cette époque, plusieurs sources apparaissent à nouveau, dont les plus notables sont les œuvres du Pannonien Martin de Braga et du Franc Grégoire de Tours. Dans ses Miracles de saint Martin, Grégoire attribue la conversion de Carriaric au catholicisme à un miracle de saint Martin de Tours ; dans son Histoire des Francs, il consacre plusieurs chapitres aux relations entre Suèves, Wisigoths et Francs, ainsi qu’à la fin de l’indépendance des Suèves, annexés par les Wisigoths en 585.
Martin de Dume, moine arrivé en Galice vers 550, devint un acteur majeur de la transformation religieuse et culturelle du royaume. En tant qu’évêque et abbé de Braga, il fonda plusieurs monastères et encouragea la conversion des Suèves. Plus tard, devenu archevêque de Braga et autorité religieuse suprême du royaume, il participa activement à la réforme de l’Église et de l’administration locale. Plusieurs de ses œuvres sont conservées, notamment la Formule de la vie honnête, dédiée au roi Miro, un traité contre les superstitions populaires ainsi que divers autres traités. Il fut également présent aux différents conciles de Braga, dont les actes, tout comme le Parochiale suevorum, constituent des sources majeures pour la vie politique et religieuse du royaume.

## Liste de rois
- 409-438 : Herméric ou Ermaric;
- 438-441: Herméric et Rechila (co-règne);
- 441-448 : Rechila;
- 448-456 : Rechiaire ou Rechiar;
- 456-457 : Agiulf (partie sud);
- 456-457 : Framta ou Frontan (partie nord);
- 457-459 : Maldras;
- 459-459 : Rémismond (partie sud);
- 459-463 : Frumaire (partie sud);
- 459-463 : Réchimond (partie nord);
- 459-469 : Rémismond (réunification, roi de tous les Suèves);
- (période méconnue faute de sources)
- ? : Théodemond  (incertain) ?
- 550-558 : Cararic
- 558-570 : Théodemir
- 570-582 : Ariamir. L'historien Grégoire de Tours le nomme Mir ;
- 582-583 : Eboric;
- 583-585 : Andeca.
- 585-585 : Malaric

## Postérité

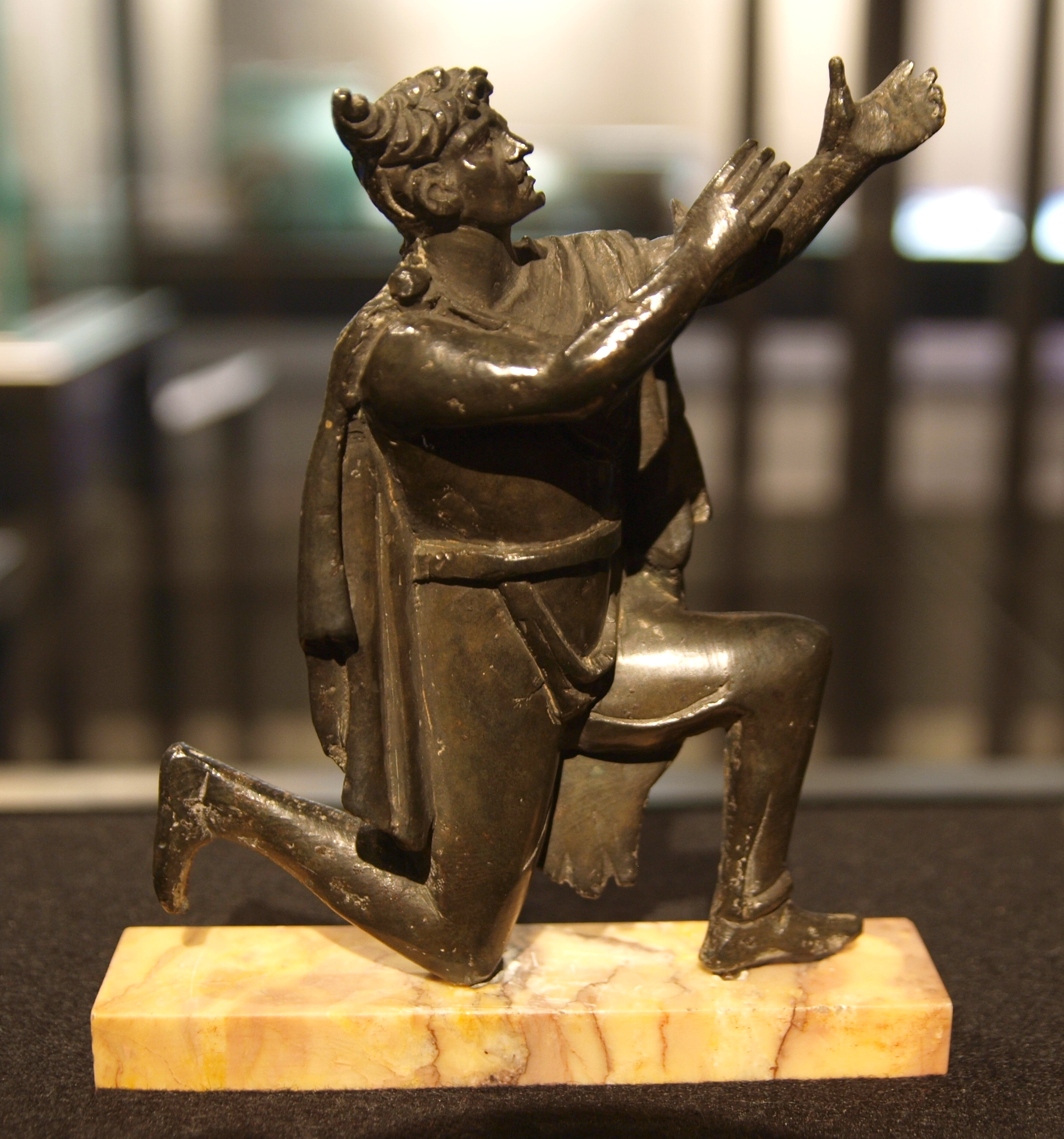
Figure en bronze romaine représentant un Germain avec une tenue et une coiffure caractéristiques des Suèves.

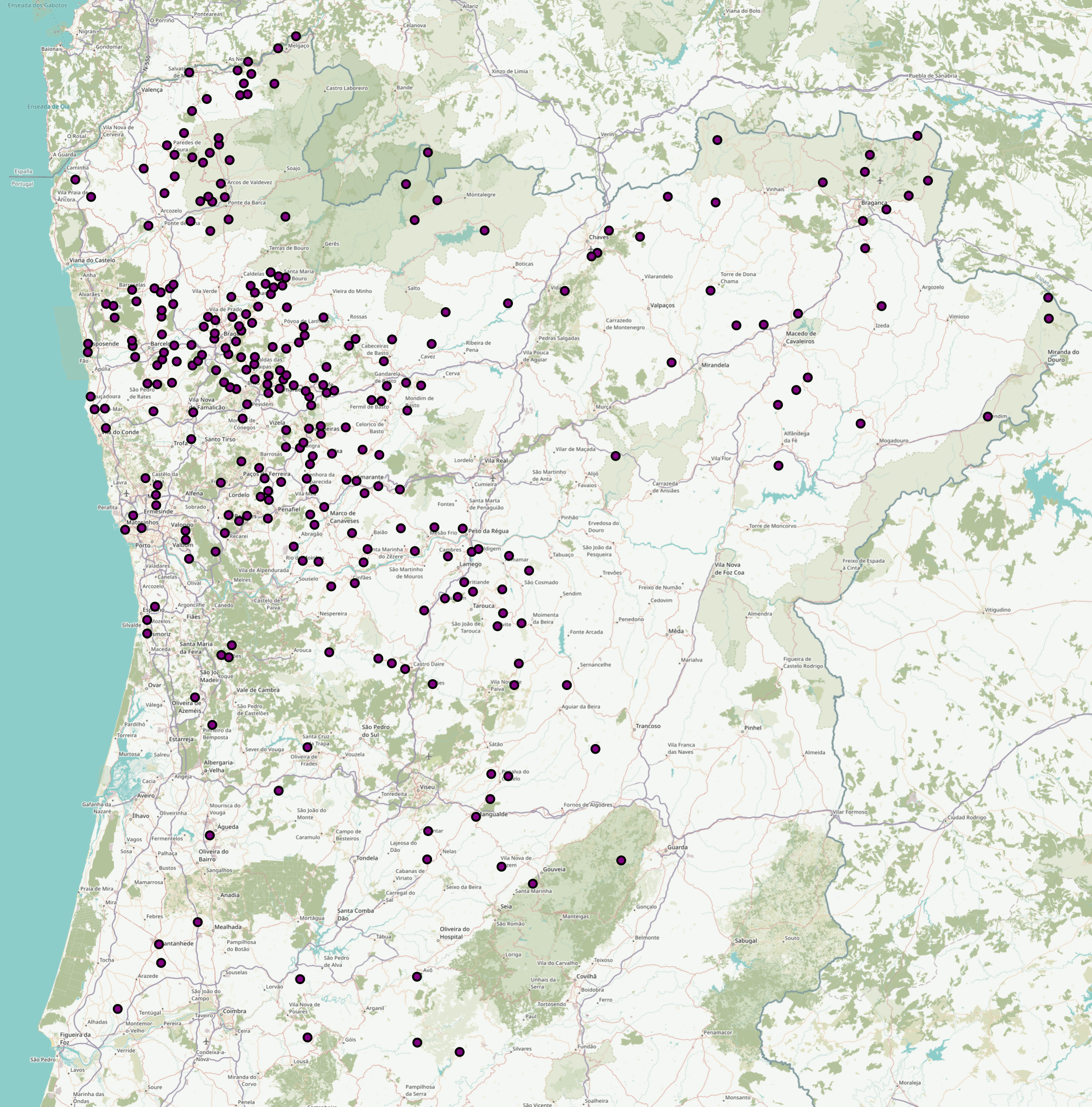
Les lieux avec des toponymes germaniques au Portugal.

Les Suèves ayant rapidement adopté le latin vulgaire en usage dans la péninsule Ibérique, il ne reste aujourd’hui que peu de traces de leur langue germanique dans les langues galicienne et portugaise. Il est difficile de distinguer les emprunts linguistiques d’origine suève de ceux d’origine wisigothique, bien que l’on attribue à l’influence suève plusieurs mots caractéristiques de la Galice et du nord du Portugal,, y compris dans des régions sans immigration visigothique documentée avant le VIIIe siècle. Ces mots sont principalement de nature rurale, liés au monde animal, à l’agriculture et à la vie paysanne. Parmi les exemples notables : laverca (du proto-germanique laiwazikōn) ; brita (de breutanan, « casser ») ; marco (de markan, « frontière ») ; maga et esmagar (de magōn, « ventre ») ; brêtema, bruma (de breþmaz, « brouillard », « souffle ») ; gabar, fita et sá (de salaz, « origine », « génération », « maison »).
L’influence suève est encore plus manifeste dans la toponymie et l’anthroponymie locales. Les noms personnels d’origine suève continuèrent à être employés dans les territoires occidentaux jusqu’au Moyen Âge central, et les noms germaniques restèrent prédominants parmi les populations locales jusqu’au haut Moyen Âge. De ces noms dérive une toponymie riche, présente en de nombreux lieux, notamment en Galice et dans le nord du Portugal. Par exemple, Sandiães, dérivé du génitif germanique Sindila ; Gondomar, issu de Gundemari ; ou encore Baltar, de Baltarii, tous trois répandus en Galice comme au Portugal. Un autre groupe de toponymes provient d’anciens établissements germaniques, notamment ceux contenant Sa, Saa, Sas en Galice, ou Sá au Portugal, tous issus du mot germanique sal (« maison », « salle »). Ces noms se trouvent principalement autour de Braga et de Porto au Portugal, dans la vallée du Minho et près de Lugo en Galice.